# Gene Milford
Gene Milford (19 de janeiro de 1902 – 23 de dezembro de 1991) é um editor estadunidense. Venceu o Oscar de melhor montagem na edição de 1938 por Lost Horizon e na edição de 1955 pelo filme On the Waterfront.